# Voulpaix
Voulpaix és un municipi francès, situat al departament de l'Aisne i la regió dels Alts de França. El 2021 tenia 348 habitants.